# Mohamed Alí Amar
Mohamed Alí Amar (Ceuta, Spanje, 5 november 1966), voetbalnaam Nayim, is een voormalig Spaans profvoetballer die als offensieve middenvelder of als rechtsbuiten speelde. Nayim won de Europacup II / UEFA Beker der Bekerwinnaars met Real Zaragoza in 1995.

## Clubcarrière

### FC Barcelona
Nayim begon in de jeugd (cantera) van FC Barcelona. Hij debuteerde in het eerste elftal op 26 oktober 1986 in het met 4-0 gewonnen duel tegen UD Las Palmas. Nayim speelde daarna nog zes competitieduels voor Barça, maar hij zou echter nooit doorbreken bij de Catalaanse club. Johan Cruijff zag het niet zitten in Nayim.

### Tottenham Hotspur
Nayim vertrok in november 1988 op huurbasis naar het Engelse Tottenham Hotspur. Zijn verhuurperiode duurde acht maanden. Na een goed seizoen, waarin Nayim twee competitiedoelpunten maakte, werd hij door Tottenham definitief overgenomen van FC Barcelona.
In 1991 won Nayim de FA Cup en de FA Charity Shield (gedeelde overwinning) met Spurs. Nayim speelde een rol in beide finales tegen respectievelijk Nottingham Forest en Arsenal. Op het Spurs-middenveld speelde hij naast onder anderen Paul Gascoigne.

### Real Zaragoza
In 1993 kwam Nayim bij Real Zaragoza terecht. Bij deze club maakte hij grote faam. Op 10 mei 1995 produceerde Nayim in de 120e minuut van de Europacup II-finale tussen Real Zaragoza en Arsenal een fabelachtige lob vanaf de uiterste rechterkant van het veld. Doelman David Seaman, die een voorzet verwachtte en geen schot vanaf veertig meter, was geklopt en Real Zaragoza won de Beker voor Bekerwinnaars.
Overigens zou een andere speler met een FC Barcelona-achtergrond, Ronaldinho, de actie van Nayim op het Wereldkampioenschap voetbal 2002 nagenoeg herhalen: ook de Braziliaanse vedette passeerde met een afstandsschot vanaf rechts Seaman in het kwartfinaleduel tussen Brazilië en Engeland.

### CD Logroñés
In zijn laatste jaren als profvoetballer speelde Nayim bij CD Logroñés.

## Trainerscarrière
Sinds 2005 is Nayim assistent-trainer bij de Spaanse Segunda División B-club AD Ceuta en sedert december 2009 is hij assistent-trainer bij zijn oude club Real Zaragoza.